# Hieracium bucuranum
Hieracium bucuranum es una especie de planta con flor del género Hieracium, de la familia Asteraceae, orden Asterales.

## Distribución
Hieracium bucuranum se distribuye por Rumania.

## Taxonomía
Fue descrita científicamente por E. I. Nyárády. Fue publicada en Willdenowia 37: 147 (2007).